# Шалажи
Шалажи (чечен. Шалажа) — село в Урус-Мартановском районе Чеченской Республики. Административный центр Шалажинского сельского поселения.

## География
Село находится в юго-западной части Урус-Мартановского района Чеченской Республики. Расположено по обоим берегам реки Шалажа, в 15 км к юго-западу от районного центра — Урус-Мартан.
Ближайшие населённые пункты: на севере — сёла Катыр-Юрт и Валерик, на северо-западе — село Янди, северо-востоке — село Гехи, на востоке — село Гехи-чу. На южной стороне к селу примыкают горы Чал-Гамми-корт и Хюс-Корт.

## История

### Древняя история
На месте села люди проживают более тысячу лет, о чём свидетельствуют многочисленные археологические находки. В 200 метрах от села расположено Шалажинское городище (Р. М. Мунчаев изучавщий её 1958 году относит к X веку н. э.). В 1949 году М. П. Севостьяновым в четырёх километра от села открыто аланское Шалажинское поселение. Керамические материалы относятся к 1 тысячилетию н.э. В том же 1949 году Н. И. Штанько обнаружена «Шалажинская гончарная печь» в 400 м от Шалажинского городища. Датируется она поздним средневековьем.

### Кавказская война
Во время Кавказской войны село и окрестные хутора были разорены отрядом генерала Грекова.

### СССР
В 1933 году окрестные хутора самым крупным из которых являлся Австри-Чу были включены в Шалажи.
В период с 1944 по 1958 года, после выселения чеченцев и упразднения Чечено-Ингушской АССР, село носило название Подгорное.
После восстановления Чечено-Ингушской АССР, селу было возвращено его прежнее название — Шалажи. В селе функционировали лесные и сельскохозяйственные предприятия.

### Новое время
Во время первой и второй чеченских войн село значительно пострадало.

## Население
| 1979  | 1990  | 2002  | 2010  | 2012  | 2013  | 2014  |
| ----- | ----- | ----- | ----- | ----- | ----- | ----- |
| 5044  | ↗5639 | ↘5307 | ↘4998 | ↗5032 | ↗5078 | ↗5094 |
| 2015  | 2016  | 2017  | 2018  | 2019  | 2020  | 2021  |
| ↗5133 | ↗5169 | ↗5212 | ↗5267 | ↗5313 | ↗5332 | ↘5178 |
| 2023  | 2024  |       |       |       |       |       |
| ↗5223 | ↗5289 |       |       |       |       |       |

## Галерея
- Шалажинское сельское поселение на карте Урус-Мартановского района
- Главная мечеть Шалажи
- Шалажи на карте Малой Чечни. 1847 г.
- Дом 1912 года в Шалажи.
- Старый дом в Шалажах 1912 года